# Pagubice
Pagubice is een plaats in de gemeente Cerovlje in de Kroatische provincie Istrië. De plaats telt 135 inwoners (2001).